# Klaudia Bianek
Klaudia Bianek (ur. 25 grudnia 1993) – polska autorka powieści obyczajowych oraz romansów skierowanych do młodych czytelników. Zadebiutowała w 2019 roku powieścią pt. „Jedyne takie miejsce”, wygrywając konkurs organizowany przez wydawnictwo WeNeedYa na najlepszy debiut literacki.

## Twórczość
W swojej twórczości sięga po takie gatunki literackie jak: literatura młodzieżowa, obyczajowa czy romans. Tworzy powieści życiowe, a inspirację czerpie z muzyki i tego, co ją otacza.
W 2019 roku jej powieść pt. „Jedyne takie miejsce” zwyciężyła w konkursie wydawnictwa WeNeedYa na najlepszy debiut literacki związany z dopisaniem historii do zdjęcia okładkowego. Książkę okrzyknięto wtedy najbardziej oczekiwanym tytułem new adult w polskiej literaturze.
W 2020 roku autorka otrzymała dwie nominacje w plebiscycie „Książka Roku”, organizowanym przez portal Lubimy Czytać za powieści „Ocalało tylko serce” i „Życie po tobie”.

### SeriaJedyne takie miejsce
1. Jedyne takie miejsce, Wydawnictwo WeNeedYa, Poznań 2019[7]
2. Ocalało tylko serce, Wydawnictwo WeNeedYa, Poznań 2020[5]
3. Przy naszej piosence, Wydawnictwo WeNeedYa, Poznań 2020[8]
4. Więcej serca niż rozumu, Wydawnictwo WeNeedYa, Poznań 2021[9]
5. Niebo nad jej głową, Wydawnictwo WeNeedYa, Poznań 2022[10]

### SeriaNajcenniejszy podarunek
1. Najcenniejszy podarunek, Wydawnictwo WeNeedYa, Poznań 2019[11]
2. Gwiazdka pełna życzeń, Wydawnictwo WeNeedYa, Poznań 2020[12]

### SeriaŻycie po tobie
1. Życie po tobie, Wydawnictwo Czwarta Strona, Poznań 2020[6]
2. Zawsze i na zawsze, Wydawnictwo Czwarta Strona, Poznań 2020[13]
3. Taką, jaka jesteś, Wydawnictwo Czwarta Strona, Poznań 2021[14]

### SeriaNieobojętność
1. Jeśli tylko ty, Wydawnictwo Czwarta Strona, Poznań 2021[15]
2. Odkąd cię poznałam, Wydawnictwo Czwarta Strona, Poznań 2022[16]

### Inne powieści
- Szczęście na czterech łapkach, Wydawnictwo Czwarta Strona, Poznań 2021[17]
- Promyczek na święta, Wydawnictwo Czwarta Strona, Poznań 2021[18]
- Mamy tylko lato, Wydawnictwo Czwarta Strona, Poznań 2022[19]
- Zostaliśmy na lodzie, Wydawnictwo Czwarta Strona, Poznań 2022[20]